# Chickenfoot III
| Recensione | Giudizio |
| ---------- | -------- |
| AllMusic   |          |

Chickenfoot III è il secondo album in studio del supergruppo statunitense Chickenfoot, pubblicato il 27 settembre 2011. Nonostante la numerazione presente nel titolo, non si tratta del terzo album della band.
L'album è stato distribuito anche in edizione deluxe con in allegato un CD bonus contenente il primo album del gruppo e due DVD con interviste, performance live e video musicali.

## Tracce
Testi e musiche di Sammy Hagar e Joe Satriani, eccetto dove indicato.
1. Last Temptation – 4:02
2. Alright Alright – 4:39 (Hagar, Satriani, Michael Anthony, Chad Smith)
3. Different Devil – 4:24 (Hagar, Satriani, Smith)
4. Up Next – 4:33
5. Lighten Up – 5:12
6. Come Closer – 4:08
7. Three and a Half Letters – 4:07
8. Big Foot – 3:49
9. Dubai Blues – 5:02
10. Something Going Wrong – 5:16
11. No Change – 4:24 (Hagar, Satriani, Anthony, Smith) – Traccia bonus

Edizione deluxe (CD 2)
1. Avenida Revolucion – 5:56
2. Soap on a Rope – 5:32
3. Sexy Little Thing – 4:14
4. Oh Yeah – 4:54
5. Runnin' Out – 3:52
6. Get It Up – 4:41
7. Down the Drain – 6:17 (Hagar, Satriani, Anthony, Smith)
8. My Kinda Girl – 4:32
9. Learning to Fall – 5:13
10. Turnin' Left – 5:48
11. Future in the Past – 6:38 (Hagar, Satriani, Anthony, Smith)
12. Bitten by the Wolf – 4:24 (Hagar, Satriani, Smith)

Edizione deluxe (DVD 1)
1. EPK
2. Big Foot (music video)
3. Turning Left (music video)
4. Sexy Little Thing (music video)

Edizione deluxe (DVD 2)
1. Avenida Revolucion (live)
2. Soap on Rope (live at Montreux, 2009)
3. Sexy Little Thing (live at Montreux, 2009)
4. Oh Yeah (live)
5. Runnin' Out (live)
6. Get It Up (live)
7. Down the Drain (live at Montreux, 2009)
8. My Kinda Girl (live)
9. Learning to Fall (live)
10. Turnin' Left (live)
11. Future in the Past (live)
12. Bitten by the Wolf (live)
13. Soap on a Rope (music video)

## Formazione

### Gruppo
- Sammy Hagar – voce, chitarra ritmica
- Joe Satriani – chitarra solista, tastiere, pianoforte
- Michael Anthony – basso, cori
- Chad Smith – batteria, percussioni

### Altri musicisti
- Mike Keneally – pianoforte, organo Hammond (tracce 2, 3, 6)
- Monique Creber, Joani Bye, Linda Bye  – cori (traccia 6)

## Classifiche
| Classifica (2011)         | Posizione massima |
| ------------------------- | ----------------- |
| Australia                 | 46                |
| Austria                   | 11                |
| Belgio (Fiandre)          | 87                |
| Belgio (Vallonia)         | 50                |
| Canada                    | 19                |
| Finlandia                 | 41                |
| Francia                   | 81                |
| Germania                  | 13                |
| Giappone                  | 62                |
| Italia                    | 60                |
| Paesi Bassi               | 36                |
| Stati Uniti               | 9                 |
| Stati Uniti (digital)     | 10                |
| Stati Uniti (hard rock)   | 1                 |
| Stati Uniti (independent) | 2                 |
| Stati Uniti (rock)        | 4                 |
| Stati Uniti (tastemaker)  | 8                 |
| Svezia                    | 45                |
| Svizzera                  | 12                |